# نيل شهر
نيل شهر (بالفارسية: نیل‌شهر) هي مدينة تقع في إيران في Bujgan District. يقدر عدد سكانها بـ 6,674 نسمة .